# Francesco Marchisano

Znak kardinála Marchisana

Francesco kardinál Marchisano (25. června 1929 Racconigi – 27. července 2014 Řím) byl italský římskokatolický kněz, vysoký úředník římské kurie, kardinál.

## Kněz
Kněžské svěcení přijal 29. června 1952, poté na Papežské univerzitě Gregoriana získal doktorát z teologie. V dalších letech působil jako profesor semináře v Rivoli a v Kongregaci pro katolickou výchovu. Zde byl od června 1969 do října 1988 podsekretářem. V této funkci vizitoval katolické školy na celém světě.

## Biskup a kardinál
V říjnu 1988 ho papež Jan Pavel II. jmenoval titulárním biskupem a sekretářem Papežské komise pro kulturní dědictví církve a od září 1991 předsedou Papežské komise pro archeologii. V dubnu 2002 byl jmenován generálním vikářem pro Vatikán, zároveň předsedou Stavební huti baziliky sv. Petra a arciknězem vatikánské baziliky. Při konzistoři 21. října 2003 ho Jan Pavel II. jmenoval kardinálem. Funkci Papežské komise pro archeologii vykonával do srpna 2004, arciknězem vatikánské baziliky byl do října 2006, kdy odešel na odpočinek. Dne 12. června 2014 postoupil z jáhenského stupně do kněžského.
Zemřel 27. července 2014 v Římě.